# Њујорк џетси
Њујорк џетси (енгл. New York Jets) су професионални тим америчког фудбала са седиштем у Ист Радерфорду у држави Њу Џерзи. Од сезоне 2010. клуб утакмице као домаћин игра на новоизграђеном стадиону Метлајф. Клуб се такмичи у АФЦ-у у дивизији Исток. Основан је 1960. и у периоду 1960-62. носио је назив „Њујорк тајтанси“.
„Џетси“ су једанпут (1968) били прваци НФЛ-а. Клуб нема маскоту.

## Играчи

### Бројеви повучени из употребе
| Бројеви повучени из употребе Њујорк Џетса |              |                 |
| Број                                      | Играч        | Одигране Сезоне |
| 12                                        | Џо Немет     | 1965-76         |
| 13                                        | Дон Мејнард  | 1960-72         |
| 28                                        | Кртис Мартин | 1998-2005       |
| 73                                        | Џо Клецко    | 1977-87         |
| 90                                        | Денис Бирд   | 1989-92         |

### Тренутни састав
- Ажурирано 12. новембра 2024.

Додавачи
- 2 Тајрод Тејлор
- 3 Џордан Травис - повређен
- 8 Ерон Роџерс

Тркачи
- 0  Брејлон Ален
- 20 Брис Хол
- 25 Исраел Абаниканда
- 32 Ајзеја Дејвис

Крилни хватачи
- 5 Герет Вилсон
- 10 Ален Лазард - повређен
- 14 Малакај Корли
- 17 Даванте Адамс
- 19 Ервин Чарлс
- 82 Савијер Гипсон
- 86 Малик Тејлор - повређен

Хватачи
- 83 Тајлер Конклин
- 88 Кени Јебоа
- 89 Џереми Рукер

Одбрамбени линијаши
- 54 Џевон Кинла
- 58 Ерик Ватс
- 72 Мајкл Клемонс
- 91 Брејден МекГрегор
- 92 Леки Фоту - повређен
- 94 Соломон Томас
- 95 Квинин Вилијамс
- 96 Ленард Тејлор (трећи)
- 98 Брус Хектор
- 99 Вил МекДоналд (четврти)

Линијаши у нападу
- 61 Макс Мичел
- 62 Џејк Хенсон
- 65 Савијер Њумен-Џонсон - повређен
- 66 Џо Типман
- 67 Картер Ворен
- 70 Алек Линдстром
- 71 Вес Швајца - повређен
- 74 Олу Фашану
- 75 Алајжа Вера-Такер
- 76 Џон Симпсон
- 77 Тајрон Смит
- 78 Морган Мозес

Лајнбекери
- 7  Хејсон Редик
- 11 Џермејн Џонсон (други) - повређен
- 41 Марселино МакКрери-Бол
- 44 Џејмиен Шервуд
- 52 Сем Игавоен
- 53 Заир Барнс - повређен
- 55 Чез Сурет
- 56 Квинси Вилијамс
- 57 Си-Џеј Мозли

Бекови у одбрани
- 1  Сос Гарднер
- 4  Ди-Џеј Рид
- 21 Ештон Дејвис
- 22 Тони Едамс
- 23 Ајзеа Оливер
- 26 Брендин Еколс
- 29 Жарик Бернар-Конверз
- 30 Мајкл Картер (други)
- 35 Џејлен Милс
- 36 Чак Кларк - повређен
- 37 Кван'тез Стигерс

Посебан састав
- 6  Томас Морстед
- 9  Грег Зуерлајн - повређен
- 42 Томас Хенеси